# دیک وان پاتن
دیک وان پاتن (انگلیسی: Dick Van Patten؛ زادهٔ ۹ دسامبر ۱۹۲۸) یک هنرپیشه اهل ایالات متحده آمریکا بود. وی از سال ۱۹۳۷ میلادی تا پایان عمر مشغول فعالیت بود.
از فیلم‌های وی می‌توان به چارلی، بابای فوق‌العاده، قوی‌ترین مرد جهان، اضطراب بالا و جمعه عجیب اشاره نمود.